# Томулешти (Ђурђу)
Томулешти (рум. Tomulești) насеље је у Румунији у округу Ђурђу у општини Топору. Oпштина се налази на надморској висини од 82 m.

## Становништво
Према подацима из 2002. године у насељу је живело 890 становника, од којих су сви румунске националности.